# Луїджі Луццатті
Луїджі Луццатті (італ. Luigi Luzzatti; 11 березня 1841 — 29 березня 1927) — італійський державний та політичний діяч, очолював італійський уряд від березня 1910 до березня 1911 року.

## Життєпис
Народився у Венеції в забезпеченій єврейській родині Марко Луццатті та Енрікетти Тедескі. Здобув юридичну освіту в Падуї. 1863 року став професором Технічного інституту в Мілані, а 1867 року — професором конституційного права в Падуї.
1869 року Марко Мінгетті призначив його на посаду державного секретаря з питань сільського господарства й торгівлі. Згодом він отримав портфель міністра фінансів. Завдяки законам, запропонованим Луццатті, було врятовано від банкрутства Банк Неаполя. Після виходу у відставку 1898 року займався налагодженням торгових зв'язків із Францією, а також працював журналістом і викладачем.
Від листопада 1903 до травня 1905 року знову обіймав посаду міністра фінансів. У березні 1911 Луццатті сформував власний уряд, що пропрацював рівно рік.